# Lotte Philippi
Lieselotte („Lotte“) Philippi (* 17. September 1918 in Innsbruck; † 29. Dezember 2004) war eine hessische Politikerin (CDU) und Abgeordnete des Hessischen Landtags.

## Ausbildung und Beruf
Lotte Philippi besuchte in Innsbruck die Schule und zog 1938 mit ihrer Familie nach Fritzlar. 1939 bis 1945 leistete Lotte Philippi am örtlichen Fliegerhorst Kriegsdienst. Nach dem Zweiten Weltkrieg machte sie eine landwirtschaftliche Ausbildung und übernahm 1946 einen Bauernhof in Obbornhofen. Seit 1952 wohnte Frau Philippi in Laubach. Lotte Philippi war verheiratet und hatte drei Kinder. Ihr Bruder ist der langjährige Leiter des Hessischen Staatsarchivs Dr. Hans Philippi.

## Politik
Lotte Philippi war seit 1964 Mitglied der CDU und dort in verschiedenen Vorstandsämtern aktiv. So war sie Landesvorstandsmitglied der CDU Hessen und Landesvorsitzende der hessischen Frauen-Union. Sie war Mitglied der Stadtverordnetenversammlung in Laubach und des Kreistages. Seit 1977 war sie Mitglied der Verbandsversammlung des Landeswohlfahrtsverbandes. Vom 1. Dezember 1974 bis zum 20. November 1982 war Lotte Philippi Mitglied des Hessischen Landtags. Sie gehörte dem Präsidium und dem Ältestenrat an. Von 1978 bis 1982 war sie Alterspräsidentin des Hessischen Landtags. Im Jahr 1979 war sie Mitglied der 7. Bundesversammlung.

## Ehrungen
- 1979: Verdienstkreuz am Bande der Bundesrepublik Deutschland
- 1983: Verdienstkreuz 1. Klasse der Bundesrepublik Deutschland
- 1983: Wilhelm-Leuschner-Medaille